# Obština Tărgovište
Obština Tărgovište (bulharsky Община Търговище) je bulharská jednotka územní samosprávy v Tărgovišťské oblasti. Leží ve středním Bulharsku mezi vysočinami Dolnodunajské nížiny a Předbalkánem. Správním střediskem je město Tărgovište, kromě něj zahrnuje obština 51 vesnic. Žije zde necelých 57 tisíc stálých obyvatel.

## Sídla
| - Alvanovo - Alexandrovo - Bajačevo - Bistra - Božurka - Bratovo - Bujnovo - Buchovci - Cvetnica - Čerkovna - Davidovo - Dălgač - Draganovec - Dralfa - Goljamo Novo - Goljamo Sokolovo - Gorna Kabda - Koprec | - Košničari - Kralevo - Krăšno - Liljak - Lovec - Makariopolsko - Makovo - Miladinovci - Mirovec - Momino - Nadarevo - Osen - Ostrec - Ovčarovo - Pajduško - Pevec - Podgorica - Preselec | - Presijan - Presjak - Probuda - Prolaz - Ralica - Razbojna - Rosina - Ruec - Săedinenie - Straža - Tărgovište (sídlo správy) - Tărnovca - Tvărdinci - Vardun - Vasil Levski - Zdravec |

## Sousední obštiny
| Růžice kompasu | Popovo   | Loznica            | Šumen          | Růžice kompasu |
| Růžice kompasu | Antonovo | Sever              | Veliki Preslav | Růžice kompasu |
| Růžice kompasu | Antonovo | Obština Tărgovište | Veliki Preslav | Růžice kompasu |
| Růžice kompasu | Antonovo | Jih                | Veliki Preslav | Růžice kompasu |
| Růžice kompasu |          | Omurtag            | Vărbica        | Růžice kompasu |

## Obyvatelstvo
V obštině žije 56 768 stálých obyvatel a včetně přechodně hlášených obyvatel 72 295. Podle sčítáni 1. února 2011 bylo národnostní složení následující:
- Bulhaři: 33 229 (62.4 %)
- Turci: 14 883 (28.0 %)
- Romové: 3 902 (7.3 %)
- ostatní: 1 196 (2.2 %)